# Sabine Pass

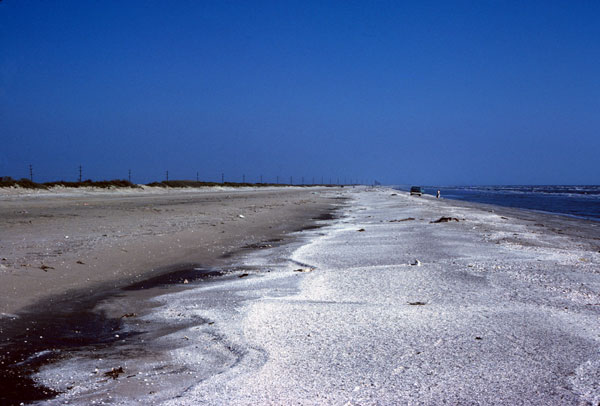
L'ampia spiaggia naturale vicino al Sabine Pass

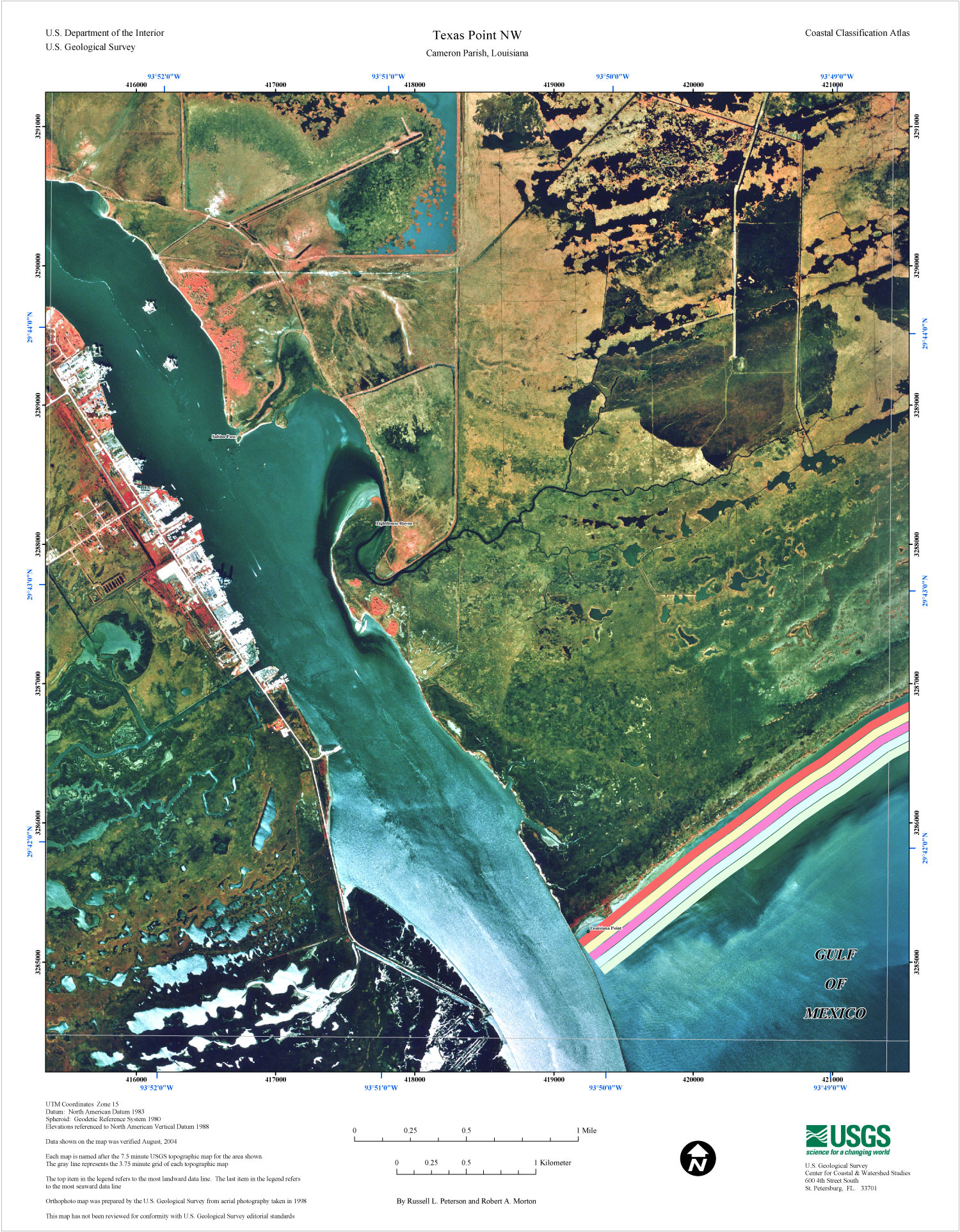
La mappa dell'USGS del Sabine Pass

Il Sabine Pass è lo sbocco naturale del lago Sabine nel golfo del Messico. Confina con la contea di Jefferson in Texas e la parrocchia di Cameron in Louisiana.

## Storia

### Guerra civile
Durante la guerra civile americana, si svolsero due importanti battaglie qui, note come la prima e la seconda battaglia di Sabine Pass.

### Uragani
Una potente tempesta si abbatté sul Sabine Pass il 12 ottobre 1886. Fu il decimo uragano della stagione, ora denominato The Texas-Louisiana Hurricane of 1886, che spazzò via il Sabine Pass e il Johnson Bayou nella parrocchia di Cameron. La tempesta, ora considerata di categoria 3 sulla scala Saffir-Simpson, ha provocato almeno 196 morti. L'evento della tempesta è stato registrato nel controverso "Diario di Louise" il 20 ottobre 1886.
L'uragano Rita ha toccato terra il 24 settembre 2005 e tra il 12 e il 13 settembre 2008, l'uragano Ike ha colpito il Sabine Pass e Galveston, generando il picco più alto di 22 piedi (6,7 metri) che è, secondo il Nord American Vertical Datum del 1988 (NAVD 88), il più alto mai registrato al Sabine Pass.

## Oggi
Il Sabine Pass possiede vasti impianti per il trattamento del gas naturale liquefatto poiché si trova lungo uno dei pochi porti di acque profonde lungo la costa del golfo adatti all'importazione del gas naturale liquefatto. La regione ha anche un'infrastruttura di gasdotti esistente con accesso ai mercati del sud-est del Texas e degli Stati Uniti.
L'ex città di Sabine Pass è ora un quartiere di Port Arthur.